# Anaea floraesta
Anaea floraesta är en fjärilsart som beskrevs av Johnson och Comstock 1941. Anaea floraesta ingår i släktet Anaea och familjen praktfjärilar. Inga underarter finns listade i Catalogue of Life.